# جو أندرو
جو أندرو (بالإنجليزية: Joe Andrew)‏ هو محامي أمريكي، ولد في 1 مارس 1960.